# フィンランド民主共和国

フィンランド民主共和国
Suomen kansanvaltainen tasavalta (フィンランド語)

フィンランド民主共和国の領土変化
緑：フィンランドに割譲
赤：ソビエト連邦に割譲

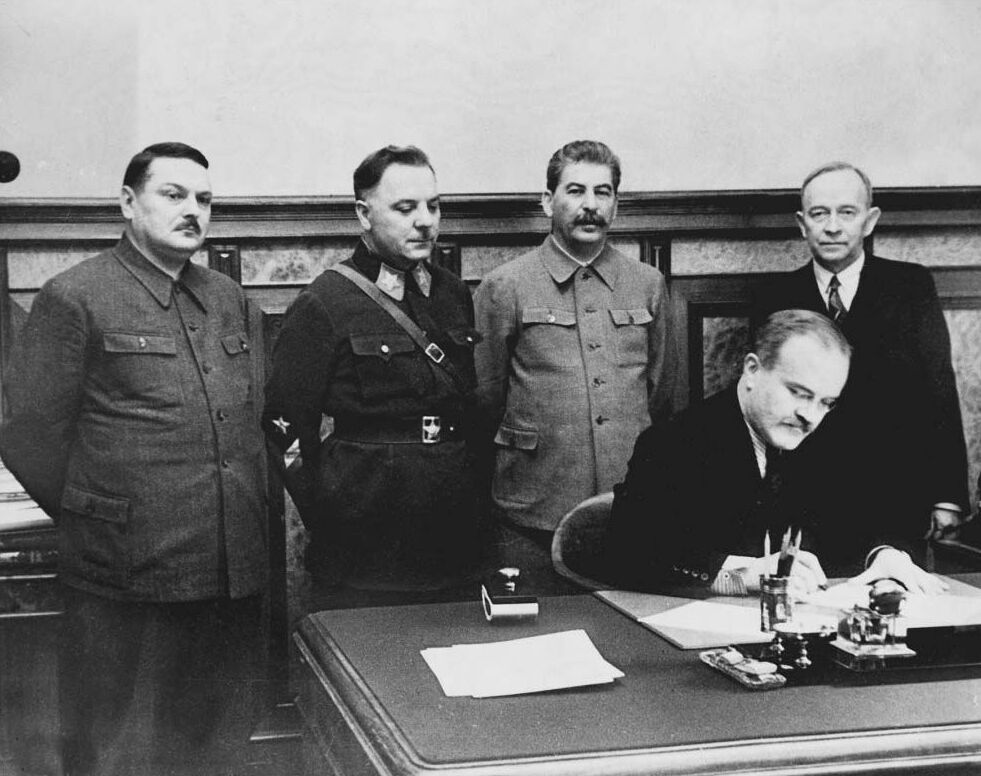
ソ連とフィンランド民主共和国間の条約にサインするモロトフ

フィンランド民主共和国（フィンランドみんしゅきょうわこく、フィンランド語: Suomen kansanvaltainen tasavalta、英語: Finnish Democratic Republic）は、フィンランドに1939年12月1日から1940年3月13日の冬戦争終戦まで存在したソビエト連邦による傀儡政権である。カレリア地峡の町テリヨキ（現在のゼレノゴルスキ）が臨時の首都と定められ、テリヨキ政権とも呼ばれる。また民主的フィンランド政府とする資料もある。ソ連はこの政府を唯一のフィンランド政府とみなした。
首班（議長）はフィンランド内戦後にソ連に亡命していた共産党員オットー・クーシネンであった。当初（11月12日）ではストックホルム在住の中央委員、アルボ・トゥオミネンが候補であったが、彼が力不足を理由に拒否したためクーシネンが就任することになったとされる。

## 経緯
1939年11月30日、モスクワはフィンランド共産党の放送を受信したとして同党の宣言を報道した。翌日タス通信においてさらなる宣言を追加すると共に、ソ連がフィンランド民主共和国人民政府の形成を承認し、外交関係を結んだと報道した。これによりフィンランド民主共和国が樹立された。これにはソ連がフィンランドへの勢力の拡大を目論んだものであった 。
同年12月2日、共和国首相兼外相を名乗るオットー・クーシネンはクレムリンを訪問してソ連の外相モロトフと会談。テリヨキ政権は「フィンランド政府」として、両国間で相互援助及び友好に関する条約を締結、調印した。12月14日、ソ連は国際連盟総会でフィンランドの侵略を非難され、除名されるに至ったが、その際、モロトフは既にフィンランド民主共和国と条約を結んでおり侵略ではないと主張した。
しかし冬戦争の継続と共にこの方針は放棄せざるをえず、3月12日、和平条約を従来のフィンランド政府と結び、18日にソ連の外相モロトフは「フィンランド民主共和国人民政府は無用な流血とフィンランド人の負担を考慮して、戦争終結に同意し、解散した」と発表した。消滅の正確な日付は不詳である。現実にはカレロ＝フィン・ソビエト社会主義共和国（現在のロシア連邦・カレリア共和国）に吸収合併され、自然消滅したものと思われる。なお、カレロ＝フィン・ソビエト社会主義共和国の首班はオットー・クーシネンが引き続き務めることとなった。

## テリヨキ政府
| 大臣                                        | 任期                  |
| ------------------------------------------- | --------------------- |
| 人民政府主席 兼 外務相 オットー・クーシネン | 1939.2.12 – 1940.12.3 |
| 人民政府副主席 兼 財務相 Mauritz Rosenberg  | 1939.2.12 – 1940.12.3 |
| 国防相 Akseli Anttila                       | 1939.2.12 – 1940.12.3 |
| 内務相 Tuure Lehén                          | 1939.2.12 – 1940.12.3 |
| 農務相 Armas Äikiä                          | 1939.2.12 – 1940.12.3 |
| 教育相 Inkeri Lehtinen                      | 1939.2.12 – 1940.12.3 |
| カレリア問題担当相 Paavo Prokkonen          | 1939.2.12 – 1940.12.3 |